# Крамарка
Крама́рка — село в Україні, у Магдалинівській селищній громаді Самарівського району Дніпропетровської області. Населення за переписом 2001 року становить 317 осіб.

## Географія
Село Крамарка знаходиться за 1,5 км від правого берега річки Кільчень, на відстані 1,5 км від села Почино-Софіївка. По селу протікає пересихаючий струмок з загатами.